# طيران بيساو
طيران بيساو هي شركة الطيران الوطنية لغينيا بيساو التي تعمل من قاعدتها في مطار أوزفالدو فييرا الدولي في بيساو.

## التاريخ
طيران بيساو تأسست في عام 1960 لتشغيل رحلات داخل غينيا البرتغالية كشركة طيران وطنية. افتتحت خدمات على الطرق الدولية من بيساو إلى داكار وسال وبرايا بعد فترة طويلة من التأسيس. كان دي هافيلاند هيرون واثنين من دي هافيلاند دراغون رابيد يعملان على الطرق بحلول عام 1961. بحلول عام 1968 كانت شركة الطيران تضم اثنين دي هافيلاند هيرونس وثلاثة دورنير دو 27 وواحدة من كل من سيسنا 206 وسيسنا 172 وأوستر. استولت شركة الطيران البرتغالية الوطنية طيران تاب برتغال الجوية على بعض الرحلات تاجب وتشغيلها مع طائرات بوينغ بدلا من سيسناس تاغب. تاب تعمل من إلها دو سال إلى بيساو مع بوينغ وتاجب ستعمل رحلة العودة بالطائرة الخفيفة.
عندما حصلت غينيا البرتغالية على استقلالها عن البرتغال في عام 1974 وأعيد تسمية البلد إلى غينيا بيساو أعيد تسمية شركة الطيران أيضا إلى شركة طيران غينيا بيساو. كان لدى الشركة واحد هوكر سايدلي إتش أس 748 وواحدة دورنيه دو 27 وواحدة سيسنا 206 في ذلك الوقت.
بحلول منتصف الثمانينيات أصبحت شركة الطيران مملوكة لمنظمة التحرير الفلسطينية التي كانت تملك الخطوط الجوية المالديفية في ذلك الوقت. تم تغيير اسم شركة الطيران إلى شركة غينيا بيساو للنقل الجوي. قامت بتشغيل الخدمات إلى السنغال والرأس الأخضر وغامبيا وغينيا بالإضافة إلى الخدمات الداخلية من بيساو إلى بوباك. في عام 1988 تم افتتاح خدمة من بيساو إلى باريس كخدمة مشتركة مع شركة طيران يوروب آيرو الفرنسية التي تعمل مع طائرة بوينغ 727. تم تغيير اسم شركة الطيران إلى طيران بيساو اسمها الحالي في عام 1989.
تحطمت طائرة من طراز فوكر إف27 فريند شيب تابعة لشركة الطيران بالقرب من دوري في بوركينا فاسو في 15 أغسطس 1991 مما أدى إلى مقتل أفراد الطاقم الثلاثة الفلسطينيين الذين كانوا على متنها. أصابت الطائرة التي كانت على متن طائرة من كانو في نيجيريا إلى باماكو في مالي الأشجار ثم تحطمت وتفككت. ألقى الحادث الضوء على دور منظمة التحرير الفلسطينية في عمليات طيران بيساو التي أفادت التقارير أنها زودت شركة الطيران بثلاثة طائرات من طراز فوكر إف27 فريند شيب والتي كانت تديرها طواقم فلسطينية. طبقا لمجلة الطيران الدولي الأسبوعية فقد تم تقنين هذا الدور بإتفاق بين منظمة التحرير الفلسطينية وغينيا بيساو في عام 1988 وفقا لدانيال بايبس الذي رأى جورج خلاق يشتري جزء من حقوق الملكية في شركة الطيران من حكومة غينيا بيساو.
كما قامت الشركة بتشغيل طائرة من طراز أنتونوف أن-24 وكانت هذه الطائرة تحطمت في 7 أبريل 1992 بالقرب من ماتن السارا في ليبيا. كانت على متن الطائرة المحلقة من الخرطوم بالسودان إلى تونس العاصمة في تونس عندما واجهت عاصفة رملية في الصحراء الكبرى مما اضطر الطاقم الفلسطيني إلى الهبوط الاضطراري في قاعدة ماتن السارا الجوية. ذكرت الإذاعة الليبية أن الطائرة اختفت قبل 15 دقيقة من الوصول إلى القاعدة. كانت الطائرة تحمل رئيس منظمة التحرير الفلسطينية ياسر عرفات وحاشية من الحراس الشخصيين والمساعدين. عثرت القوات الجوية الليبية على الطائرة بعد 12 ساعة تقريبا من الحادث حيث تأكد أن الطاقم الثلاثة لقوا حتفهم ونجا جميع الركاب العشرة بمن فيهم عرفات.
ذكر أنه بحلول عام 1996 كانت جميع الطائرات الموجودة في الأسطول قد بيعت أو شطبت وأن الحكومة تخطط لخصخصة شركة الطيران. كانت جميع رحلات شركة الطيران تعمل كخدمات مشتركة مع شركات الطيران الأخرى وذلك باستخدام طائراتهم. كانت شركة بيساو الجوية تقوم بتشغيل خدمة أسبوعية من بيساو إلى لشبونة مع طائرة بوينغ 757 تديرها شركة النقل الجوي في الرأس الأخضر وخدمة أسبوعية من بيساو إلى داكار بالتعاون مع شركة طيران الرأس الأخضر الوطنية مرة أخرى باستخدام إحدى طائرات إيه تي آر 42.
تم تصفية شركة الطيران في عام 1998 عندما تعاقدت حكومة غينيا بيساو مع جميع الخدمات لتاكف من الرأس الأخضر.